# Кен Макнот
Кен Макнот (англ. Ken McNaught, нар. 11 січня 1955, Керколді) — шотландський футболіст, що грав на позиції центрального захисника, зокрема, за клуб «Астон Вілла», у складі якої — чемпіон Англії, володар Кубка чемпіонів УЄФА і Суперкубка УЄФА. 

## Ігрова кар'єра
У дорослому футболі дебютував 1974 року виступами за команду клубу «Евертон», в якій провів три сезони, взявши участь у 66 матчах чемпіонату. 
Своєю грою за цю команду привернув увагу представників тренерського штабу клубу «Астон Вілла», до складу якого приєднався 1977 року. Відіграв за команду з Бірмінгема наступні шість сезонів своєї ігрової кар'єри. Більшість часу, проведеного у складі «Астон Вілли», був основним гравцем захисту команди. За цей час виборов титул чемпіона Англії, ставав володарем Кубка чемпіонів УЄФА, володарем Суперкубка УЄФА.
Згодом з 1983 по 1985 рік грав у складі команд клубів «Вест-Бромвіч Альбіон» та «Манчестер Сіті».
Завершив професійну ігрову кар'єру у клубі «Шеффілд Юнайтед», за команду якого виступав протягом 1985—1986 років.

## Титули і досягнення
- Чемпіон Англії (1):

«Астон Вілла»: 1980-1981
- Володар Кубка чемпіонів УЄФА (1):

«Астон Вілла»: 1981-1982
- Володар Суперкубка УЄФА (1):

«Астон Вілла»: 1982